# Cyprian Fröhlich
Pour les articles homonymes, voir Fröhlich.
Le P. Cyprian Fröhlich, né Franz Xaver Fröhlich le 20 mars 1853 à Eggolsheim (royaume de Bavière) et mort le 6 février 1931 à Munich, est un capucin allemand connu pour ses œuvres caritatives.

## Biographie
Franz Xaver (François-Xavier en français) Fröhlich naît dans la famille d'un instituteur. Sa mère meurt en 1854. Le veuf s'installe en 1856 à Herzogenaurach. Franz Xaver est confié à sa grand-mère à l'âge de douze ans, puis à une tante. Doué pour les études, il poursuit sa scolarité à la Lateinschule (école latine) d'Erlangen et passe son Abitur à Bamberg. Il étudie ensuite les mathématiques à l'université technique de Munich. Après la mort de son père en 1872, il étudie la théologie à l'université de Munich.
Il est ordonné prêtre à l'âge de vingt-quatre ans en 1877 et entre chez les frères mineurs capucins (OFM Cap.), prenant le nom de religion de Cyprien d'Eggolsheim. Il fonde en 1889 avec l'aide de son ordre le Seraphisches Liebeswerk (littéralement: œuvre de charité séraphique) dont le but est de venir en aide aux enfants en danger vis-à-vis de la foi ou des conditions matérielles. C'est en 1893 qu'ouvre le premier foyer de jeunesse dénommé Franziskushaus (Maison Saint-François).
Le P. Cyprian Fröhlich est à l'initiative avec Mgr Lorenz Werthmann (de), l'abbé Franz Hitze (de), August Pieper, Franz et Maximilian Brandts de la fondation de la Caritas allemande. Cette œuvre est étroitement liée à la fondation de la Mädchenschutzbund (Ligue de protection des jeunes filles) qui précède celle de la Bahnhofsmission, association humanitaire qui perdure aujourd'hui. Le P. Cyprian Fröhlich a bénéficié de l'étroite collaboration d'Ellen Ammann, militante des droits des femmes.
Après la Première Guerre mondiale, les idées du P. Cyprian Fröhlich se répandent en Europe centrale et en Europe de l'Est. Il se rend en Slovaquie et même en Russie soviétique en 1921. Il s'installe en 1927 au couvent des Capucins de Munich, où il meurt six semaines avant son soixante-dix-huitième anniversaire et où il est inhumé.

## Hommages
- Citoyen d'honneur d'Eggolsheim (1907)
- Citoyen d'honneur d'Altötting (1908)
- Citoyen d'honneur de Saint-Ingbert

## Quelques publications
Il écrivait souvent sous le nom de plume de « Frère Marianus »:
- Die Deutschen Karpatho-Russlands in der tschechoslowakischen Republik, Munich, 1930.
- Der Eltern-Segen, Münster, 1919.
- 25 Jahre im Dienste des göttlichen Kinderfreundes. Eine Geschichte des seraphischen Liebeswerkes und einer Zeitgeschichte, Altötting, 1914.
- Das Marien-Kind. Wie es beten, folgen und leben soll, Dülmen, 1890.
- Missions-Büchlein für Jungfrauen, Münster, 1894.

## Source
- (de) Cet article est partiellement ou en totalité issu de l’article de Wikipédia en allemand intitulé « Cyprian Fröhlich » (voir la liste des auteurs).